# Jinneng Holdings Group
Jinneng Holdings Group (до 2021 года была известна как Datong Coal Mine Group Company Limited, 大同煤矿集团) — китайская государственная угледобывающая и энергетическая компания, входит в число крупнейших компаний страны и мира; третье по величине угольное предприятие Китая, после China Energy Investment Corporation и China National Coal Group. Основана в 1949 году, штаб-квартира расположена в городе Датун, основные угольные шахты и тепловые электростанции — в Датуне, Шочжоу и Синьчжоу.
Jinneng Holdings Group добывает и транспортирует уголь, производит электроэнергию, химическую продукцию, металлы, строительные материалы и шахтное оборудование, занимается логистикой, недвижимостью, строительством и туризмом.

## История
В 1949 году была основана Угледобывающая администрация города Датун, которую в 2000 году преобразовали в компанию Datong Coal Mine Group. По состоянию на 2005 год предприятия группы добыли 100,27 млн метрических тонн угля. В 2006 году дочерняя компания Datong Coal Industry Company Limited вышла на Шанхайскую фондовую биржу. 
По состоянию на 2020 год выручка Datong Coal Mine Group составляла более 27,5 млрд долл., убытки — 158 млн долл., активы — свыше 53 млрд долл., рыночная стоимость — 7,1 млрд долл., в компании работало 152,7 тыс. сотрудников.